# Ackee and saltfish
L'ackee and saltfish (in patois giamaicano Aki ah saalfish) è un piatto tipico della cucina giamaicana. È considerato il piatto nazionale giamaicano.
È un piatto molto comune, ma tipicamente viene servito per colazione.

## Preparazione
Si saltano in padella cipolla o cipollotto, aglio, spezie (pepe, peperoncino Scotch Bonnet, timo), pomodori e - talora - peperoni. Vengono poi aggiunti il baccalà ammollato, pulito e tagliato in piccoli pezzi e gli arilli del frutto di Blighia sapida (chiamati ackee in lingua inglese).
Il piatto viene accompagnato da platano fritto o bollito o dai frutti dell'albero del pane, ma anche dai festival o dal bammy.